# Kraftwerk Żerań
Das Heizkraftwerk Żerań ist eines der größten Heizkraftwerke Polens. Es liegt in Białołęka, dem nördlichsten Stadtteil von Warschau, und ist nach dem Kraftwerk Siekierki im Süden das zweitgrößte Kraftwerk der polnischen Hauptstadt. Das Kraftwerk liegt am rechten Ufer der Weichsel, die Kühlwasser liefert.
Der Bau Żerańs wurde 1952 begonnen, und vier Jahre später ging das Kraftwerk ans Netz. Nach einer Modernisierung 1991 bis 1997 hat es heute eine elektrische Leistung von 350 MW und eine thermische Leistung von 1560 MW. Żerań erzeugt sowohl Strom als auch Fernwärme, ist also ein Kraft-Wärme-Kopplungs-Kraftwerk. Warschau besitzt eines der größten Fernwärmenetze der Welt und noch vor Berlin das längste Netz in Mitteleuropa.
Das Kraftwerk Żerań wird mit Steinkohle befeuert und liegt am gleichzeitig erbauten Hafen Żerań. Es gehört dem staatlichen Unternehmen PGNiG Termika S.A.
Seit wenigen Jahren wird aufgrund gesetzlicher Bestimmungen in geringem Maße Biomasse mitverbrannt. Dabei wird in einem 315 MW Kessel mit Wirbelschichtfeuerung Biomasse und Steinkohle gemeinsam verfeuert. Insgesamt wird im Kraftwerk 90 % Kohle und 10 % Biomasse verfeuert.
PGNiG Termika plant ein neues, modernes Gas- und Dampfkraftwerk mit Fernwärmeauskopplung zu bauen. Die Anlage soll innerhalb des Bestandsgeländes errichtet werden und bereits 2020 in Betrieb gehen. Das neue Heizkraftwerk soll mit einer Nettoleistung: 490 MWe – Thermische Leistung (max.): 326 MWth, an das Warschauer Fernwärmenetz gehen.
Das Kraftwerk wird mit einer Gasturbine der F-Klasse, einem Abhitzekessel und einer Dampfturbine ausgestattet. Nach der Fertigstellung werden die bisherigen kohlegefeuerten Großdampferzeuger in Zeran außer Betrieb genommen; die neue Anlage wird die Stromerzeugung am Standort um rund 80 Prozent erhöhen. Das Kraftwerk ist so ausgelegt, dass die Versorgung der Stadt Warschau mit Fernwärme gesichert ist und die Kosten für die Fernwärme wettbewerbsfähig bleiben.

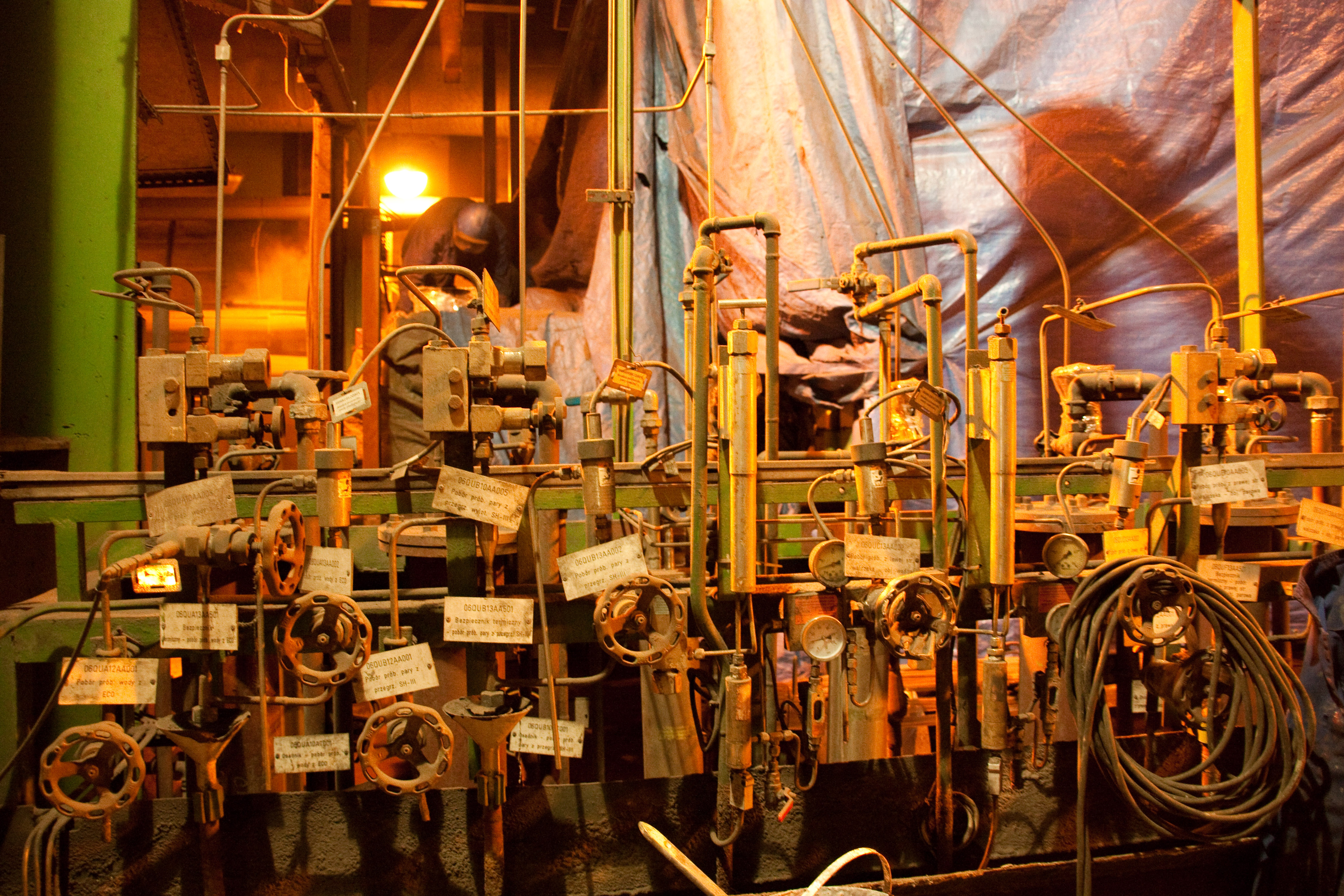
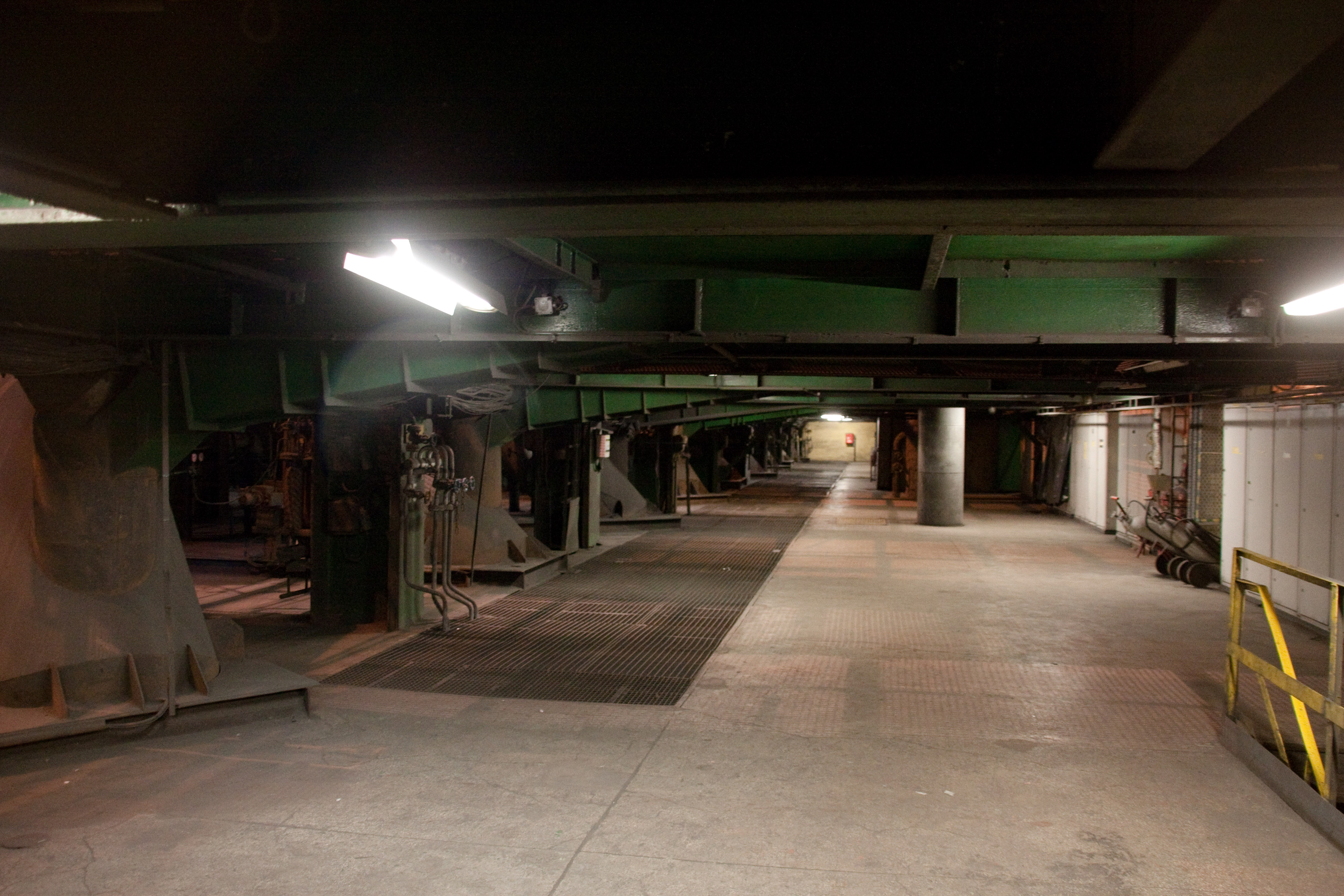
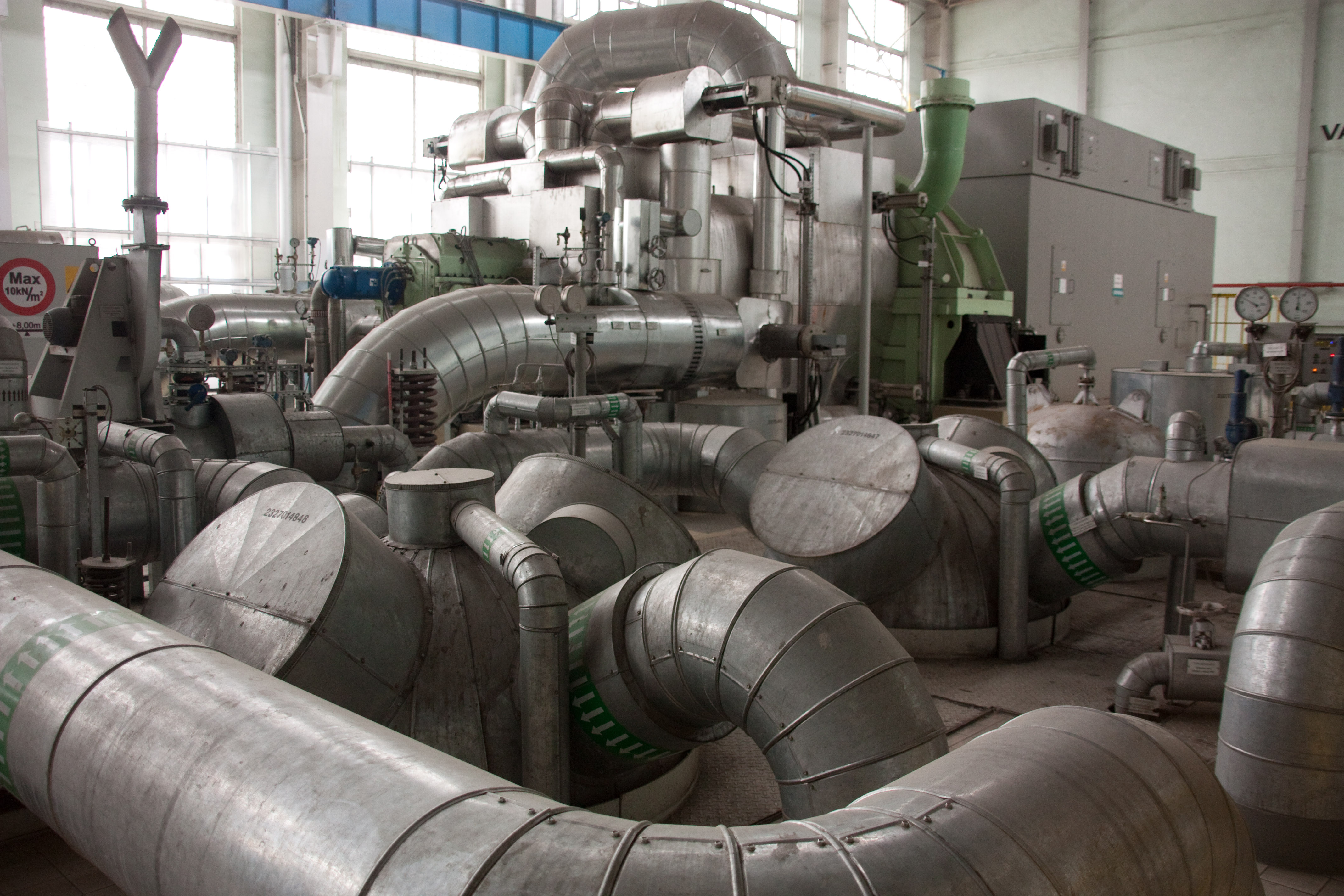
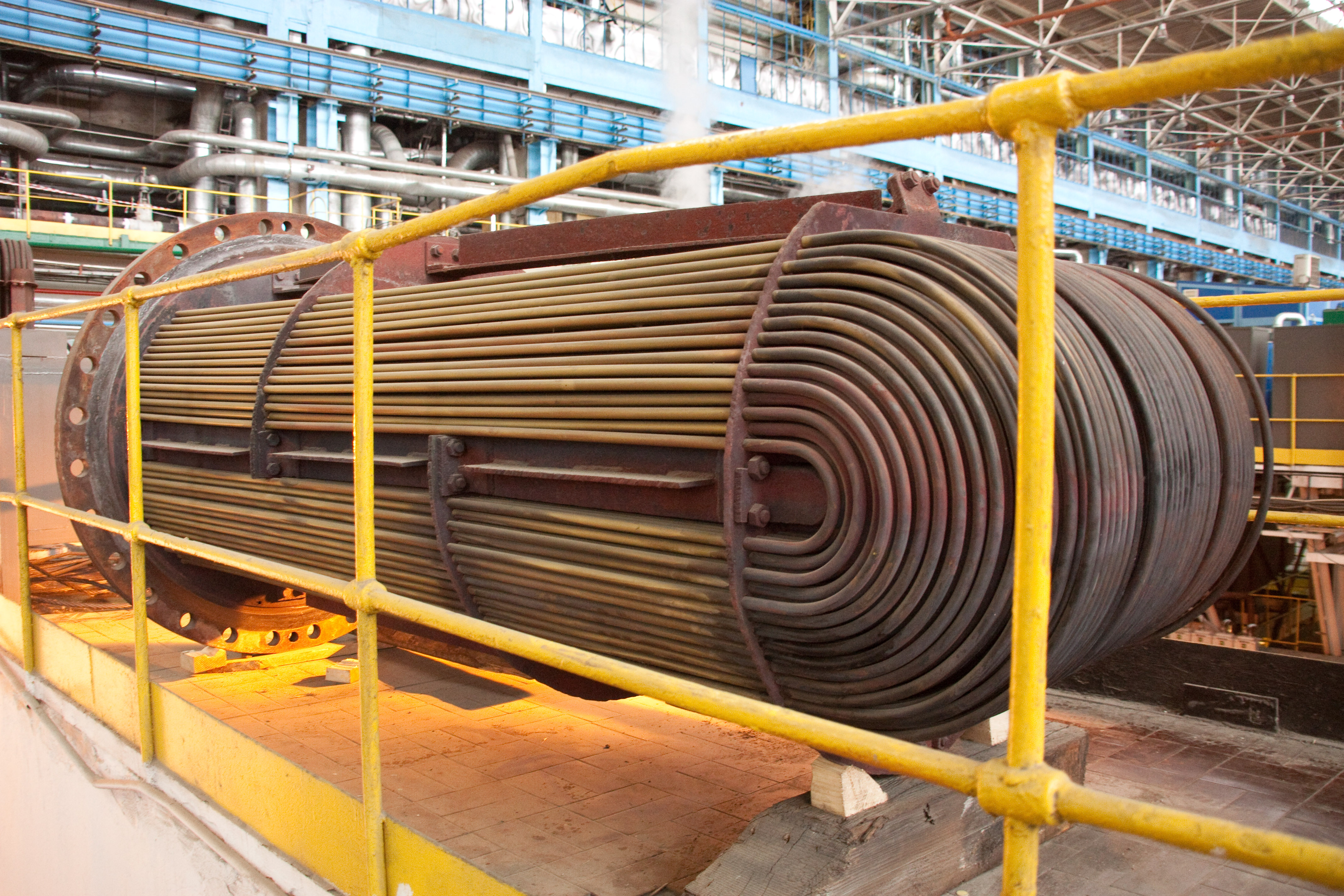
Ein Wärmetauscher in Inspektion